# Shabazz the Disciple
David Collins, também conhecido como Shabazz the Disciple ou Scientific Shabazz é um rapper norte-americano de Nova Iorque, membro dos grupos Sunz of Man e Da Last Future.

## Discografia

### Álbuns
- The Book of Shabazz (Hidden Scrollz) (2003)
- The Passion of the Hood Christ (2006)
- Welcome to Red Hook Houses (2008)

### Singles/EPs
- "Death be the Penalty" (1995) (#27 Hot Rap Singles[1])
- "Crime Saga" com o lado-b "Conscious of Sin" (1995)
- "The Lamb's Blood" (1996)
- "Street Parables" com o lado-b "Organized Rime Part 2" (1997)
- "Take Your Time" (1998, não-autorizado)
- "Brooklyn Bullshit" (2000)
- "Red Hook Day" com o lado-b"Thieves in da Nite (Heist)" (2003).

### Appearances
- Gravediggaz "Diary of a Madman", 6 Feet Deep (1994)
- Gravediggaz "Elimination Process", The Pick, the Sickle and the Shovel (1997)
- Marcelo D2 "Eu Tiro É Onda", Eu Tiro É Onda (1998)
- Jus Allah "Eyes of a Disciple", All Fates Have Changed (2005)
- Cilvaringz "In the Name of Allah" & "Valentine Day Massacre", I (2007)
- Blue Sky Black Death & Hell Razah "Audiobiography", Razah's Ladder (2007)
- Parazitii "Mereu la subiect", Slalom printre cretini (2007)